# Giuliano Gusso
Giuliano Gusso (San Donà di Piave, 11 novembre 1925 – 18 ottobre 1987) è stato un politico italiano.

## Biografia
Nato a San Donà di Piave, in provincia di Venezia, nel 1925, di professione ingegnere libero professionista, direttore del Consorzio per lo sviluppo economico e sociale della provincia di Venezia, alle elezioni politiche del 1976, a 50 anni, venne eletto al Senato nella Circoscrizione Veneto, collegio di San Donà di Piave, con la Democrazia Cristiana. Fece parte dell'VIII Commissione permanente (Lavori pubblici, comunicazioni) e della IX Commissione permanente (Agricoltura), in sostituzione prima di Luciano Dal Falco e poi di Gino Cacchioli, e fu anche membro delle commissioni per il parere sugli accordi di Osimo.
Rieletto senatore nel 1979, fu di nuovo membro dell'VIII Commissione permanente (Lavori pubblici, comunicazioni), oltre che della commissione speciale d'esame del ddl sul terremoto dell'Irpinia e della commissione d'inchiesta sull'attuazione degli interventi per la ricostruzione nel Belice.
Nella IX legislatura subentrò al Senato il 9 luglio 1985 in sostituzione del deceduto Angelo Tomelleri e fu ancora membro dell'VIII Commissione permanente (Lavori pubblici, comunicazioni).
Prima dell'esperienza in Senato fu sindaco di San Donà di Piave in due occasioni, dal 1956 al 1960 e dal 1970 al 1972.
Morì nel 1987, a 61 anni.

## Opere
- Crisi dei porti italiani e proposte per superarla, 1981, Senato della Repubblica[3]